# Алёшкино (Сенгилеевский район)
Алёшкино (чув. Уличе) — село в Сенгилеевском районе Ульяновской области. Входит в состав муниципального образования Новослободское сельское поселение.

## География
Село расположено в живописной местности в 10 км к югу от районного центра на правом берегу реки Сирма́.
Ближайшие населённые пункты: село Елаур — 3 км, село Вырыстайкино — 3 км, село Мордово — 10 км.

## Название
Русское название села (по Н.И.Ашмарину) — от имени первого владельца здешних угодий, которого звали Алёшка, а чувашское название — от слова околица (ворота) (по-чувашски — уличе́). 

## История
Село основано в конце XVII века на ключе Головка, переведёнными из Казанского уезда государственными крестьянами.
По преданиям, до нашествия Батыя, на этом месте стоял город Хула́. Названо по имени одного из трёх братьев, основавших после ухода ордынцев три родовых посёлка.

Об одном из первых чувашских поселений Елаур (Ялавӑр) имеются документальные материалы, выявленные в архивах местными краеведами. Село основано в 1672 г. «служилыми людьми из чуваш» Вырастайкой Сабаевым, Иштерякой Ахтеряковым и их товарищами в количестве 40 чел. В 1688 г. из Елаура на берег р. Волги в устье речки Елаура выделились дочерние селения — Вырастайки Сабаева (отсюда происходит название деревни Вырастайкино, её чувашское название Анатьял) и Спиридона Жоина (Алешкино).— Симбирско-Саратовские чуваши:27-28
По другим данным — основано служилыми чувашами в 1768 году.
В 1780 году, при создании Симбирского наместничества, деревня Алешкина, при ключе, крещеных чуваш, вошло в состав Сенгилеевского уезда, в которой жило 67 ревизских душ.
Ещё в XIX веке население сохраняло остатки общинного строя и древние условия быта (избы — срубы без окон и дверей с подземным лазом, вместо печи — костёр посреди жилища, добыча огня трением деревянных пластин и др.).
Крестьяне до 1797 года относились к категории дворцовых, до 1860-х годов — удельных; занимались земледелием. После реформы 1861 года землепользование стало общинным, таким оставалось и в первые годы Советской власти, до начала коллективизации сельского хозяйства. Практиковалась испольщина: малосильные семьи свои земельные наделы сдавали в аренду испольщикам, получая от них половину выращенного урожая. Это положило начало расслоению крестьянской общины.
Малоземелье способствовало развитию народных промыслов. Мебель, домашняя утварь, обозный инвентарь, бочки, кадки, валенки, домотканые ковры, тулупы, шубы и кафтаны, сработанные алёшкинскими умельцами, пользовались спросом во всей округе, вывозились на Сенгилеевский базар.
Церковно-приходская школа была открыта в 1895 году.
Храм деревянный, теплый, построен в 1897 году на средства, выданные из Св. Синода. Престол в нём в честь Казанской иконы Божьей Матери.
В начале XX века в Алёшкине имелись школа, церковь, мелочная лавка. До 1920 года Алёшкино входило в Сенгилеевскую волость Симбирской губернии.
В революции 1905—1907 годов крестьяне активного участия не принимали. В годы Столыпинской аграрной реформы несколько хозяйств выделились из общины и переселились на хуторы. Однако из-за отсутствия воды и школы через короткое время вернулись в Алёшкино.
С установлением Советской власти сохранились и укрепились веками нажитые традиции — добрососедство, взаимовыручка и уважение к старшим. Это в немалой степени помогло преодолеть тяжелые последствия Первой мировой и Гражданской войн и засушливого 1921 года. С объявлением в стране Новой экономической политики за неполные 10 лет коренным образом изменился облик села — появились вновь построенные просторные дома, а старые были основательно отремонтированы. Многие хозяева обзавелись современным сельхозинвентарем, увеличилось поголовье скота на подворьях. К началу Коллективизации Алёшкино стало одним из наиболее зажиточных сёл в Сенгилеевском районе.

Осенью 1929 года в Алёшкино образован колхоз «Малалла́» (в переводе с чувашского — «Вперёд»), впоследствии переименованный в колхоз «Вперёд». Становление колхоза было трудным. Сначала он объединил 30 хозяйств, притом некоторые вступили в колхоз из-за страха быть раскулаченными. После появления статьи Сталина «Головокружение от успехов» в марте 1930 года они сразу почти все вышли из колхоза. Но в стране уже был взят твердый курс на сплошную коллективизацию сельского хозяйства и ликвидацию кулачества как класса. Крестьяне, запуганные арестами, угрозами, обложенные непосильными налогами, вынужденно вступали в колхоз. К 1934 году колхоз объединил, за исключением немногих, все единоличные хозяйства. В предвоенные годы колхоз по всем показателям постоянно занимал одно из первых мест в районных сводках.

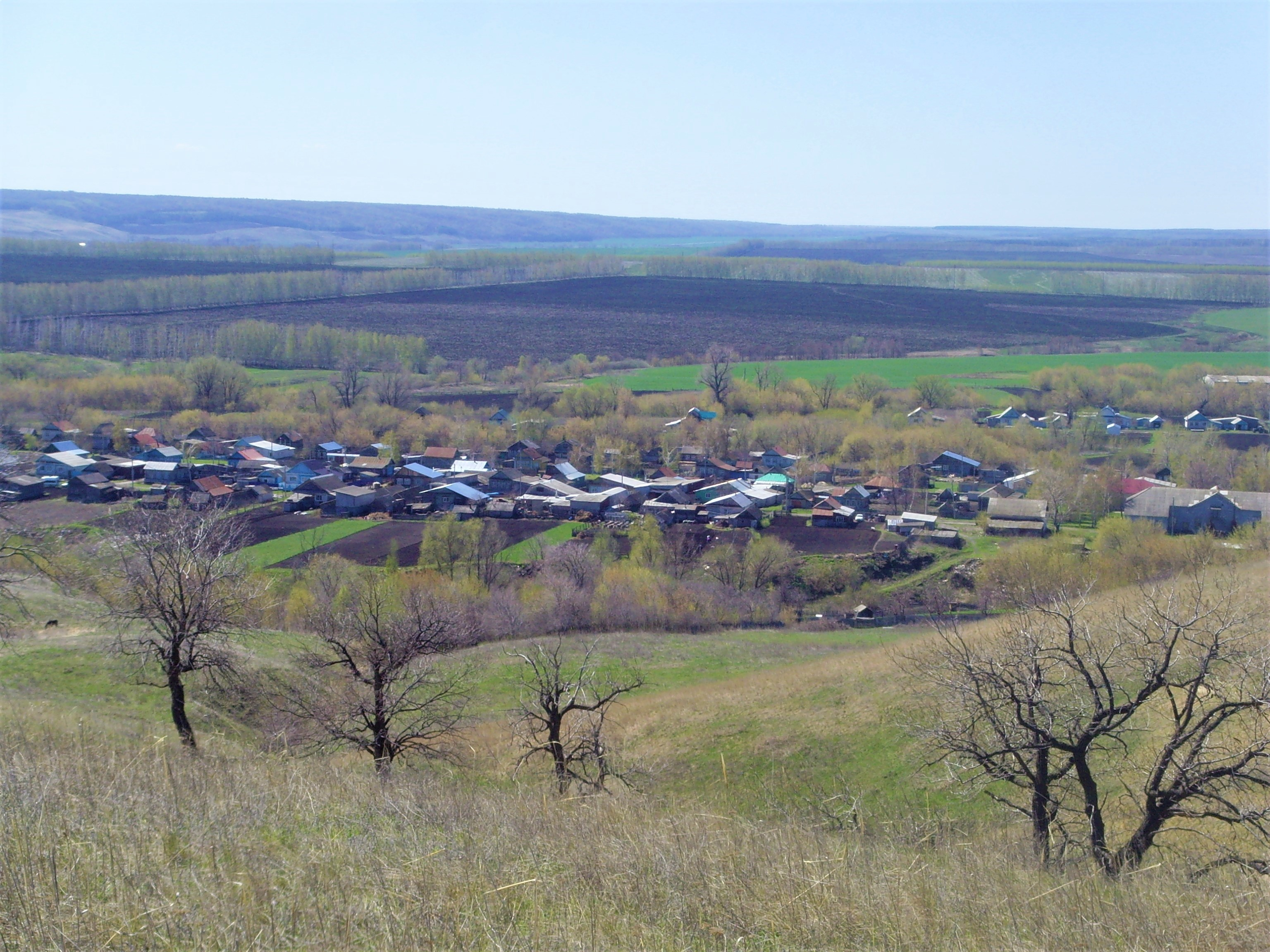
Алёшкино.Вид с гор.

За годы войны хозяйство пришло в упадок: сократилось поголовье скота (овец в 2 раза, свиней в 9 раз, крупного рогатого скота на 22 головы), техника износилась до предела, значительная часть земель оставалась незасеянной и заросла травой, урожайность полей была низкой. Но после войны всего за 5 лет колхоз превзошёл предвоенные показатели по всем направлениям. В 1957 году в него был включён на правах отдельной полеводческой бригады колхоз «Свобода» (с. Вырыстайкино), а в 1958 году — колхоз «Сады и горы» (с. Буераки).
Укрупненное хозяйство из года в год набирало силу. Возводились новые производственные помещения (гаражи, мастерские, склады), общественные и административные здания. В 1970 году машинный парк насчитывал 43 трактора, 15 зерноуборочных комбайнов, 5 силосоуборочных комбайнов, 33 автомобиля. Поголовье скота достигло: дойных коров — 400, молодняка КРС — 2631, свиней — 431. Начал работать комплекс по выращиванию ремонтных тёлок на 1200 голов молодняка. Животноводческий комплекс разрушен и разграблен в пост-советский период. Одновременно благоустраивалось село: с вводом Куйбышевской ГЭС полностью электрифицировано, подключено к районной проводной радиосети, построен водопровод.
Алёшкинцы издавна славились как умелые садоводы. Все заречное подгорье, включая неудобья, сплошь было засажено фруктовыми деревьями, преимущественно яблонями и грушами. В суровую зиму 1941 года все сады вымерзли, бывшие садовладельцы от своих садов отказались. В 1954 году с помощью колхоза почти на каждом подворье были вновь высажены плодовые деревья, некоторые домовладельцы заняли под сад до половины приусадебного участка. В том же году садовод-энтузиаст М. И. Коновалов решил на месте брошенных садов разбить колхозный сад. Поскольку сад по хозяйственному плану ни по каким статьям не подходил, Коновалов работал безвозмездно. Правда, колхоз выделил ему лошадь и телегу с установленной на ней бочкой для перевозки воды. Многие алёшкинцы горячо поддержали почин земляка и в свободное время охотно помогали ему. В 1960 году сад стал плодоносить и его дары целыми машинами возили на Сенгилеевский плодокомбинат, что ощутимо пополнило колхозную казну. В народе сад получил название «Коноваловский», колхоз для садовода поставил просторную сторожку. Коновалов, согласно его пожеланию, похоронен на территории сада.
Алёшкино с самого начала застраивалось планово: одна прямая улица (главная; Сейчас — ул. Ленина) на 2 км протянулась параллельно руслу Сирмы. Вдоль всей улицы в затылок домам обоих рядов, так же в одну линию разместились другие домовладения, образуя ещё две улицы, называемые «кайри урам» (улица на задах). Через каждые 5—6 домов все три улицы пересекаются сквозными проулками, что обеспечивает легкий подступ к любому домовладению.

В 1970 г. в период интенсивного строительства, на северо-западной окраине села появилась новая улица, застроенная панельными домами современной планировки, рассчитанными на 2 семьи, с небольшими земельными участками при них. Дома возводились силами колхоза и предназначались молодым специалистам, поэтому улица получила название «Молодёжная». Одновременно сельской администрацией было решено перед каждым домовладением высадить в ряд не менее пяти берёзок, для чего колхозом было закуплено в достаточном количестве посадочного материала и дубового подтоварника на столбы для ограждения молодых саженцев. Сейчас все три улицы Алёшкино представляют ровные берёзовые аллеи. Главная улица асфальтирована, по всей её длине вдоль домов в 1986 г. с нечетной стороны был проложен тротуар (цемент), который в настоящее время сохранился частично. 
Перестроечные и последующие годы на колхозе сказались не лучшим образом, но он долгое время держался на плаву и лишь в 2000 году был преобразован в СПК «Вперёд», а в 2005 г. из коллективного хозяйства стал частным — СПК «Возрождение», которое с 2010 году переименовано в ООО «Возрождение».

## Население
| Год     | 1688:28 | 1859 | 1879 | 1897 | 1900  | 1913  | 1931  | 1971 | 1989 | 1996 | 2002 | 2010 |
| ------- | ------- | ---- | ---- | ---- | ----- | ----- | ----- | ---- | ---- | ---- | ---- | ---- |
| Жителей | 55      | ↗499 | ↗732 | ↗973 | ↗1188 | ↗1221 | ↘1156 | ↘768 | ↘766 | ↗809 | ↘732 | ↘614 |

В 1780 году жило 67 ревизских душ.  
По сведениям 1859 года в деревне Алёшкино на левом берегу реки Алёшкиной было 66 дворов удельных крестьян (262 мужчины, 237 женщин).  
По сведениям 1879 года в Алешкине насчитывалось 111 дворов с 732 жителями (390 мужчин, 342 женщины):28. 
В 1900 году в 161 дворах жило: 553 м. и 635 ж.; 
В 1913 году в селе Алёшкино (при речке Алёшке) Сенгилеевской волости насчитывалось 235 дворов, 610 мужчин, 611 женщин, чуваши.
В 1924 году в селе в 339 жило 1010 человек, имелась школа. Рядом был эстонский хутор Рябинник , в котором в 5 дворах жило 33 человека.
В 1931 году село состояло из 297 дворов и 1156 человек населения.
В 1996 году население — преимущественно русские. 
По данным Всероссийской переписи населения 2002 года численно преобладающая национальность Алёшкина — чуваши (84 %).

## Инфраструктура

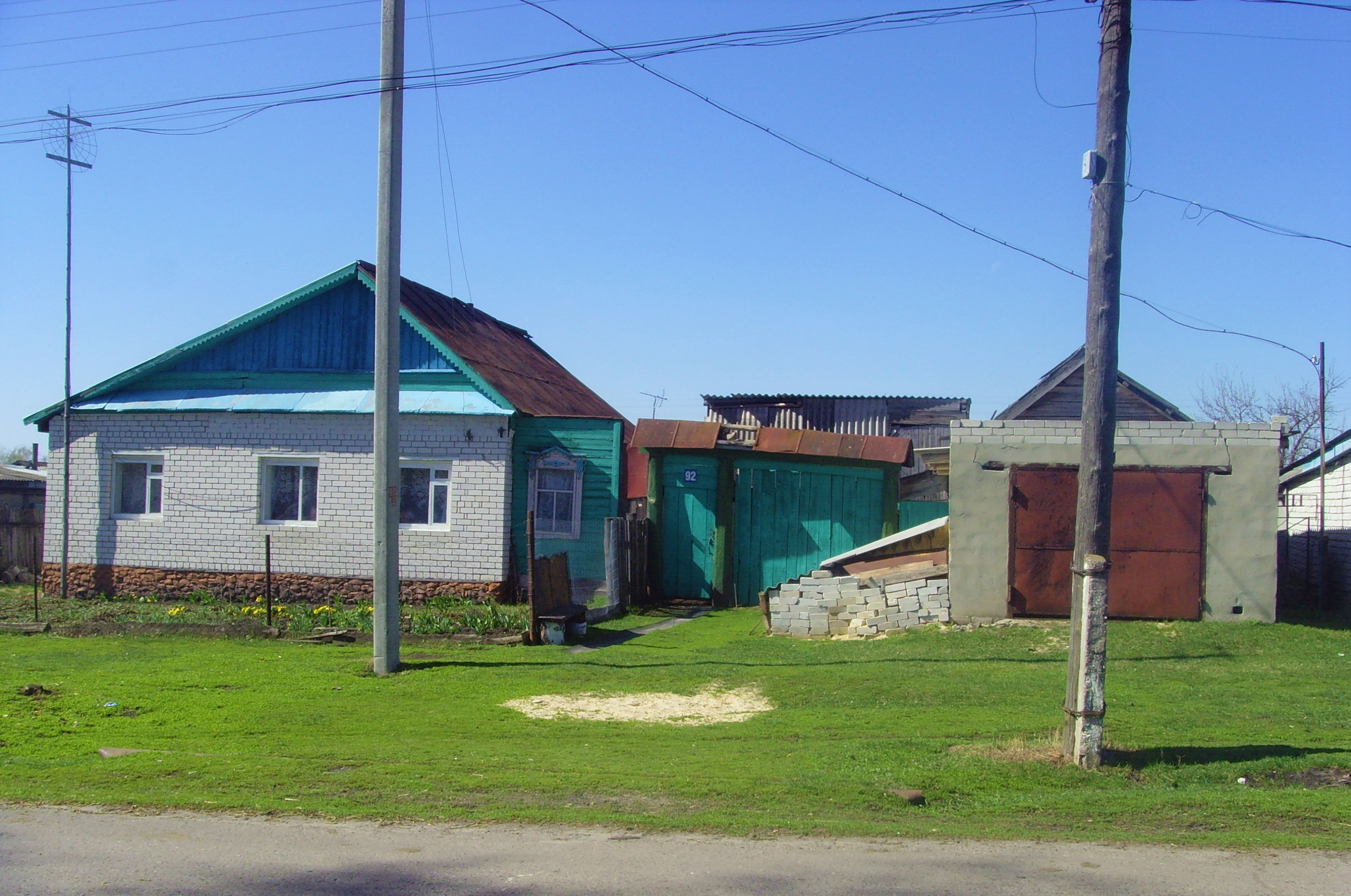
ул. Ленина.с. Алёшкино (верх). Сенгилеевский район

Улицы: Куйбышева, Ленина, Молодёжная, Полевая, Садовая. 
Функционируют отделение связи, фельдшерско-акушерский пункт, библиотека, 2 магазина. В 2007 году в жилые дома и общественные здания был проведён природный газ.
В 2010 году был открыт сельский торговый комплекс (магазин, бильярд, кафе).
Имеется регулярное автобусное сообщение с районным центром.

### Образование
В 1895 году  в Алёшкино открыта церковно-приходская школа, в середине 1920-х гг. она была преобразована в школу 1-й ступени (1—4 классы), впоследствии переименованная в начальную. В 1978 году открылась восьмилетняя школа. Для подвоза учеников из сёл Вырыстайкино, и Буераки был выделен транспорт. Из-за нехватки классных помещений занятия проводились даже в здании правления колхоза.
В 1985 году школа переехала в новое типовое здание на 320 ученических мест и преобразована в среднюю школу. При школе был создан комплексно-краеведческий музей № 151, которому в 2006 году приказом департамента образования Ульяновской области присвоен статус музея общеобразовательного учреждения. Воссозданный крестьянский быт XIX в. представлен здесь в виде избы. На базе музея школьники изучают народные промыслы, обряды и праздники, бытовавшие у чуваш в прошлом. В школе работает педагогический коллектив из 16 человек. Учащиеся школы — постоянные участники областных олимпиад по родному языку и литературе, фестивалей. С 1984 г. школа выпустила 10 серебряных медалистов.
На 01.01.2010 г. число учащихся в школе — 71 чел.

### Культура и религия
До конца XIX века поселение оставалось деревней в приходе Николаевской церкви города Сенгилея (главный престол — во имя Святителя и Чудотворца Николая). В 1900 году в селе Алёшкино был 161 двор, 1188 жителей (553 мужчины, 635 женщин), церковно-приходская школа (открыта в 1895 году в собственном здании) и деревянная Казанская церковь, построенная в 1897 году на средства Святейшего Синода (престол — в честь Казанской иконы Божией Матери) (не сохранилась).
На месте здания бывшей церкви построен сельский Дом культуры на 250 посадочных мест, который в последние годы не работает. 

## Достопримечательности
- Памятник-обелиск землякам, погибшим в годы Великой Отечественной войны (1971; Алёшкино, ул. Садовая, в 15 метрах от дома № 39Б в южном направлении)[16].
- Великая Отечественная война принесла Алёшкино невосполнимые потери: из 254 человек, ушедших на войну, погибли в боях на фронте или умерли от ран в госпиталях 102 человека[2].
- Западнее села расположен национальный парк «Сенгилеевские горы».